# Sergio Rovagnati
Sergio Rovagnati é um antropólogo italiano, especialista em história e cultura popular do norte da Europa e dos povos germânicos. Colabora regularmente com o setor de antropologia cultura  do departamento de sociologia da Universidade Católica de Milão. 